# 祭人魂
『祭人魂』（まつりびとだましい）は、東海テレビで2014年4月5日から2021年3月27日まで毎週土曜 11:25 - 11:40（JST）に放送されていたドキュメンタリー番組である。

## 概要
東海3県（愛知県・岐阜県・三重県）を中心に中部地方で古くから伝わる祭を紹介し、その土地の祭に情熱を燃やす人たちに密着する。

## ナレーション
- 柴田美奈（東海テレビアナウンサー）（2020年4月18日 - 2021年3月27日）

## 過去のナレーション
- 関根和歌香（当時：東海テレビアナウンサー）（2014年4月 - 2015年3月）
- 上山真未（東海テレビアナウンサー）（2015年4月 - 2020年4月11日）

## ネット局
| 放送対象地域 | 放送局            | 系列           | 放送日時           | 放送開始日                      | ネット状況 | 備考   |
| ------------ | ----------------- | -------------- | ------------------ | ------------------------------- | ---------- | ------ |
| 中京広域圏   | 東海テレビ（THK） | フジテレビ系列 | 土曜 11:25 - 11:40 | 2014年04月05日 - 2021年03月27日 | 制作局     | 制作局 |
| 石川県       | 石川テレビ（ITC） | フジテレビ系列 | 土曜 11:25 - 11:40 | 2014年04月05日 - 2021年03月27日 | 同時ネット | [ 2 ]  |
| 静岡県       | テレビ静岡（SUT） | フジテレビ系列 | 土曜 10:25 - 10:40 | 2020年04月04日 -                | 遅れネット |        |

- 制作局と石川テレビでは字幕放送を実施、石川テレビは時差ネット時代から字幕放送を実施している。

## 放送リスト
公式サイト　過去放送月一覧参照